# Victot-en-Auge
Victot-en-Auge is een fusiegemeente (commune nouvelle) in het Franse departement Calvados (regio  Normandië). De plaats maakt deel uit van het arrondissement Lisieux. Victot-en-Auge is op 1 januari 2025 ontstaan door de fusie van de gemeenten Gerrots en Victot-Pontfol. De hoofdplaats van de nieuwe gemeente is Victot-Pontfol. 
De gemeente telde 131 inwoners op 1 januari 2022.